# سونيا لافوينتي
سونيا لافوينتي مارتينيز (من مواليد 7 ديسمبر 1991) لاعبة تزلج إسبانية سابقة. هي بطلة وطنية إسبانية ست مرات. أصبحت لافوينتي أول متزلجة إسبانية تحصل على ميدالية في سباق الجائزة الكبرى للناشئين عندما فازت بالميدالية الفضية في كأس المكسيك 2006.

## روابط خارجية
- سونيا لافوينتي في الاتحاد الدولي للتزلج